# Tarquin et Lucrèce (Titien, Cambridge)
Pour les articles homonymes, voir Tarquin et Lucrèce.
Ne doit pas être confondu avec Tarquin et Lucrèce (Titien, Vienne).
Tarquin et Lucrèce est un tableau réalisé par le peintre italien Titien en 1571. Cette huile sur toile de format vertical représente l'agression de Lucrèce par Sextus Tarquin, ici figuré brandissant un poignard contre sa victime nue, dont il a saisi un avant-bras. Don de Charles Fairfax Murray en 1918, l'œuvre est conservée au Fitzwilliam Museum, à Cambridge, au Royaume-Uni.
Une autre version existe au musée des Beaux-Arts de Bordeaux, à Bordeaux, en France. La composition de cet autre Tarquin et Lucrèce ne comprend pas un élément de celle de la peinture anglaise : le troisième personnage qui écarte un rideau à gauche pour observer la scène.
La composition de cette version de l'œuvre est très similaire à celle de Bordeaux, sauf un détail curieux : on aperçoit le troisième personnage à gauche qui écarte un rideau en observant la scène. Ce petit détail rend le tableau encore plus dramatique et émotionnel. Le troisième personnage est un esclave de Lucrèce, selon l'Histoire romaine de Tite-Live, Tarquin menace Lucrèce en disant qu'il va lui tuer avec son esclave, pour pouvoir dire au mari de Lucrèce qu'il les a vus pendant l'adultère.
En ce qui concerne l'usage de couleurs, Titien peint cette version avec les tons plus riches avec l'abondance du vert et de doré au niveau des habillements de Tarquin. Le rouge vif, présente sur le pantalon de Tarquin, signifie son agression et sa passion envers Lucrèce, un symbole vu précédemment sur la copie de Bordeaux. La signature de Titien est visible à gauche tout en bas. Par ailleurs, la toile a été découpée, mais les dimensions réelles exactes sont incertaines.

Cette œuvre est particulièrement intéressante lorsqu'il s'agit d'une de seules œuvres finies appartenant aux dernières années de carrière de Titien. En ce qui concerne sa provenance, le tableau est une commande pour le roi d'Espagne Philippe II. L'œuvre était conservé dans la collection royale d'Espagne jusqu'à 1813, quand elle a été emportée en France par Joseph Bonaparte. Après sa mort, l'œuvre a été rachetée en ventes aux enchères à Londres en 1845. Ayant parcouru plusieurs propriétaires, la peinture a été donnée par Charles Fairfax Murray au Fitzwilliam Museum en 1918.

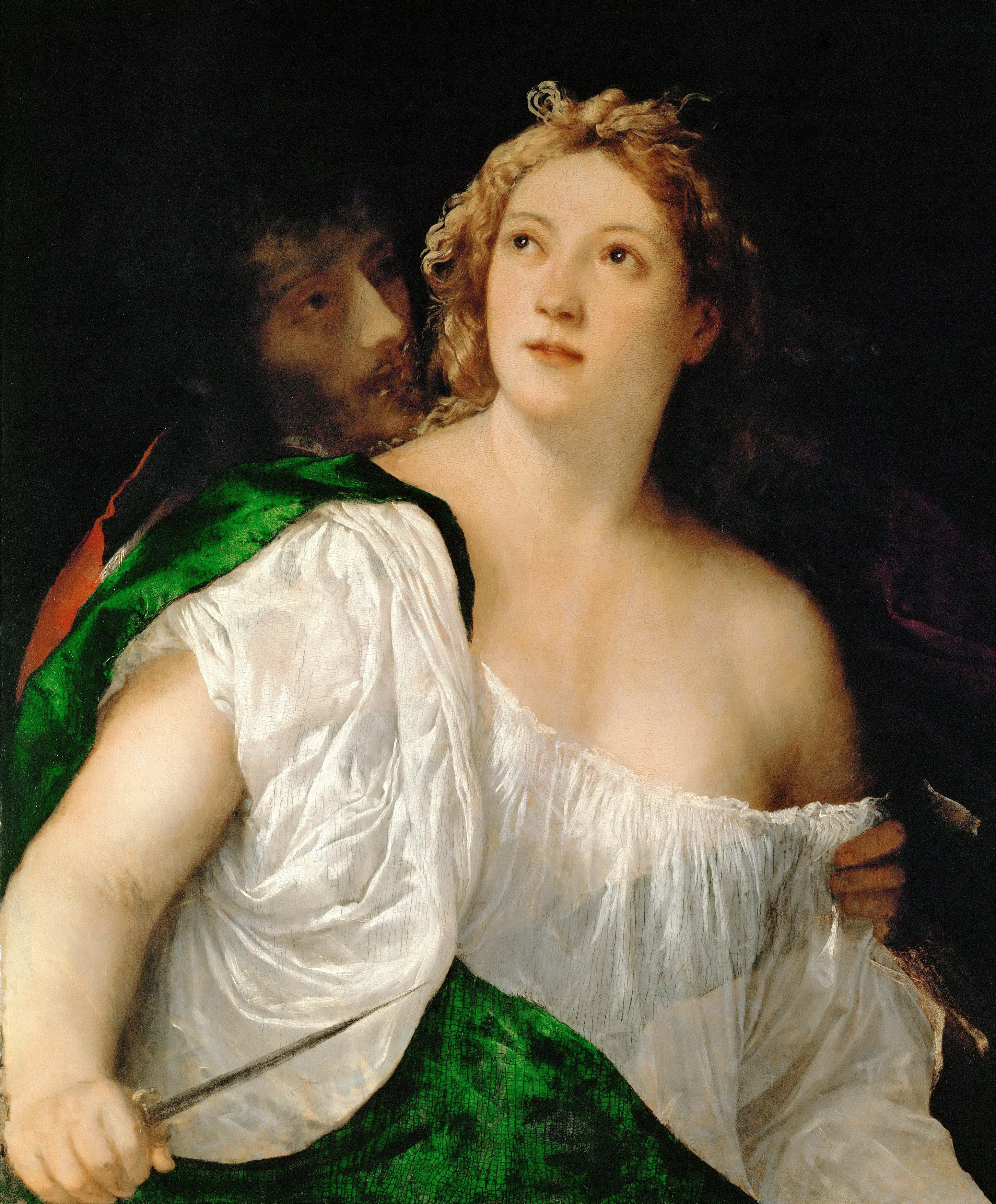
Tarquin et Lucrèce, vers 1515 – Musée d'Histoire de l'art de Vienne, Vienne.
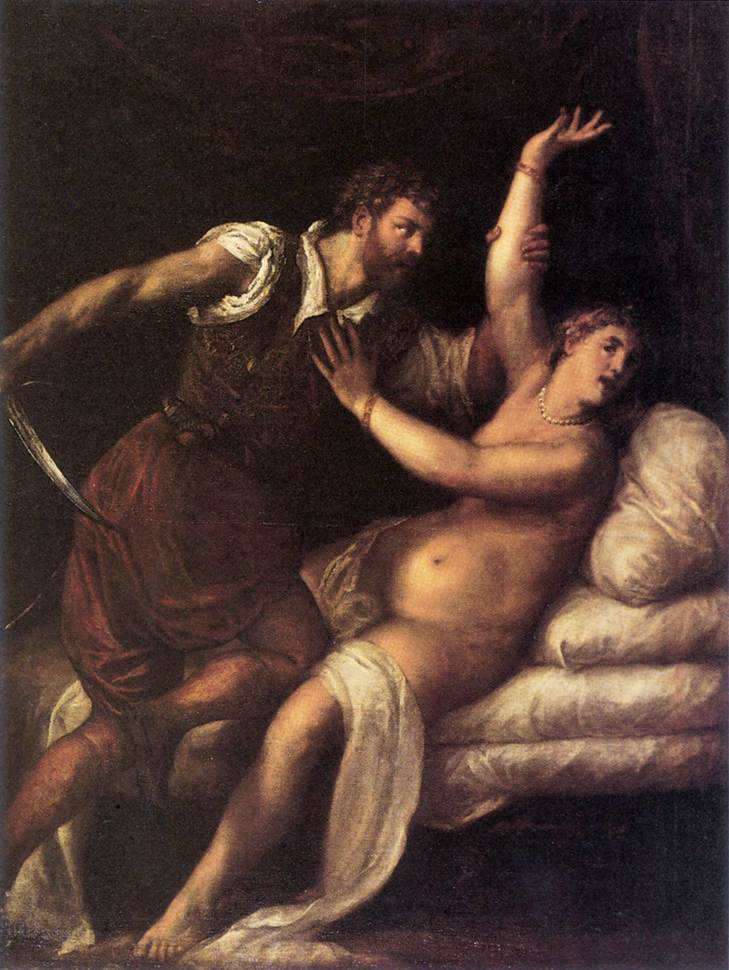
Tarquin et Lucrèce, vers 1570-1571 – Musée des Beaux-Arts de Bordeaux, Bordeaux.